# 후기 성도 운동의 교파
다음은 후기성도 운동의 교파에 대한 설명이다.

## 신도별 목록
| 예수 그리스도 후기 성도 교회 (The Church of Jesus Christ of Latter-day Saints (LDS))                      | 16,313,735 | 98.0110% |
| 커뮤니티 오브 크라이스트 (Community of Christ (RLDS))                                                     | 250,301    | 1.5038%  |
| 예수 그리스도 교회 (비커턴) (The Church of Jesus Christ (Bickertonite))                                   | 23,200     | 0.1394%  |
| 엘리야의 말씀과 함께하는 예수 그리스도 교회 (Church of Jesus Christ with the Elijah Message)              | 12,500     | 0.0751%  |
| 사도형제형제단 (Apostolic United Brethren (AUB))                                                          | 10,000     | 0.0601%  |
| 근본주의 예수 그리스도 후기 성도 교회 (Fundamentalist Church of Jesus Christ of Latter-Day Saints (FLDS)) | 10,000     | 0.0601%  |
| 레스토레이션 브랜치스 (Restoration Branches)                                                              | 10,000     | 0.0601%  |
| 예수 그리스도 교회 (헨드릭) (Church of Christ (Hedrickites))                                              | 7,310      | 0.0439%  |
| 펠로우십스 오브 더 렘넌츠 (Fellowships of the remnants)                                                   | 5,000      | 0.0300%  |
| 예수 그리스도 교회 (페팅) (Church of Christ (Fettingite))                                                 | 2,450      | 0.0147%  |
| 예수 그리스도 후기 성도 교회 (스트랭) (Church of Jesus Christ of Latter Day Saints (Strangite))           | 300        | 0.0018%  |
| 예수 그리스도 교회 (커틀러) (Church of Jesus Christ (Cutlerite))                                          | 12         | 0.0001%  |
| 그리스도의 교회 (예수 그리스도의 공동체) (Christ's Church (the Community of Jesus Christ))                | ~3,000     | 0.0200%  |

## 같이 보기
- 모르몬교
- 성인 (종교)